# 아사이 도시미쓰
아사이 도시미쓰(일본어: 浅井 俊光, 1983년 4월 4일 ~ )는 일본의 전 축구 선수이다.

## 구단 경력
과거 사간 도스, 블라우블리츠 아키타에서 활동하였다.